# Wimbledon Hockey Club
Wimbledon Hockey Club is een Engelse hockeyclub die is gevestigd in de hoofdstad Londen. De club is opgericht in 1883. Het clubhuis is gevestigd aan Church Road, vlak bij de tennisaccommodatie van de All England Club waar Wimbledon gehouden wordt. Echter, de wedstrijden worden gespeeld op het terrein van de King's College School Sports Ground in New Malden. Rondom het clubhuis is het mogelijk om sporten als tennis en cricket bij Wimbledon te beoefenen.
Het eerste mannenteam speelt in de hoogste Engelse klasse (Premier Division) en de vrouwen spelen in de een-na-hoogste klasse (Conference East).
Het eerste mannenteam werd twee keer landskampioen en behaalde de vierde plaats in de Euro Hockey League in 2017. 